# (472651) 2015 DB216
(472651) 2015 DB216 est un petit corps du Système solaire. Cet objet distant pourrait être un centaure ; son orbite est liée à celle d'Uranus et peut-être en fer à cheval.
Il n'est pas considéré comme troyen puisqu'il est constamment du côté opposé au Soleil par rapport à cette planète ; son orbite est instable mais devrait perdurer au moins 10 000 ans. 
Le planétoïde a été découvert le 27 février 2015 à l'observatoire du mont Lemmon (Arizona) par le Mount Lemmon Survey. Il aurait été prédécouvert le 23 octobre 2003 à l'observatoire d'Apache Point (Nouveau-Mexique) par le Sloan Digital Sky Survey.
Lors de sa découverte, il avait été classé comme objet épars, son orbite étant encore mal déterminée. Le prochain périhélie est en 2028, il devrait alors être visible avec un télescope de 1 m, puisqu'il aura une magnitude apparente de 18.

## Comparaison d'orbites

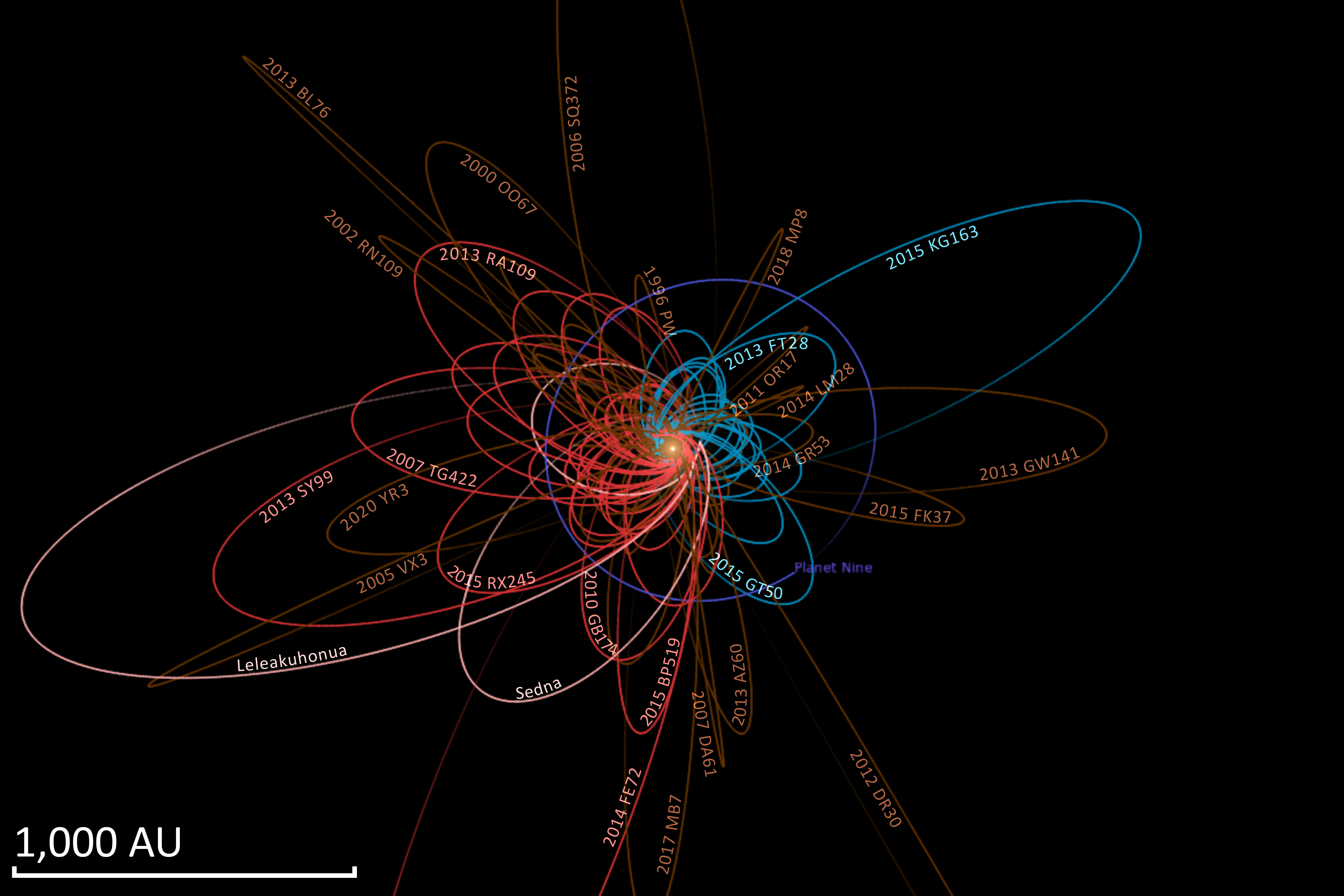
Orbite de comparée à celles d'autres objets très distants,
,
,
,
,
,
,
,,
,
,,,
,
,,
,,,,,,,
,,,
,,,,,
,
,
,
(541132) Leleākūhonua,
Sedna
et l'hypothétique "planète neuf".